# Raphael Aloysius Lafferty
Pour les articles homonymes, voir Lafferty.
Œuvres principales
- Le Maître du passé
- Autobiographie d'une machine ktistèque

Raphael Aloysius Lafferty, né le 7 novembre 1914 à Neola en Iowa et mort le 18 mars 2002  à Broken Arrow en Oklahoma est un auteur de science-fiction américain. Il est enterré à Perry, ville de son enfance.

## Auteur de science-fiction
Ce n'est que fort tard qu'il se mit à publier de la science-fiction. Mais même dans le contexte de la « nouvelle vague » de la SF américaine, ses innombrables nouvelles et ses singuliers romans dénotent une inventivité constante, une imagination débridée, une écriture très imagée et une grande assurance à assener les réflexions les plus démentielles. 

« Plus que de la science-fiction, Lafferty donne parfois l'impression de créer une sorte de philosophie-fiction, unique en ce que la spéculation ontologique y tient une place plus importante que les interrogations sociologiques, psychologiques ou morales. Dans Le Monde comme volonté et papier peint (le titre anglais, The World as Will and Wallpaper, donne de plus un effet d'allitération), le narrateur, voulant explorer l'univers jusqu'à ses limites, perçoit au bout d'un temps des répétitions, se retrouve dans des situations similaires, et finit par prendre conscience que le monde est constitué d'entités de petite taille, nées chacune d'un acte de volonté identique, et indéfiniment répétées. »

— Michel Houellebecq, Sortir du XXe siècle, in Lanzarote et autres textes
Déjouant toute analyse, ses œuvres sont en partie tombées dans l'oubli. Il était fortement influencé par sa foi catholique[réf. nécessaire].

## Œuvres publiées en français

### Romans
- Chants de l'espace, OPTA, coll. Galaxie-bis, 1974 ((en) Space Chantey, 1968)
- Le Maître du passé, Calmann-Lévy, coll. Dimensions SF, 1973 ((en) Past Master, 1968)
- Les Quatrièmes Demeures, OPTA, coll. Anti-mondes, 1973 ((en) Fourth Mansions, 1969), réédité dans une traduction revue par Zanzibar Editions (2012)
- Autobiographie d'une machine ktistèque, Robert Laffont, coll. Ailleurs et Demain, 1971 ((en) Arrive At Easterwine, 1971)Réédité sous le titre Tous à Estrevin par les éditions Presses Pocket dans la collection Science-fiction en 1981 puis sous le premier titre par les éditions Actes Sud dans la collection Exofictions en 2014
- Annales de Klepsis, Denoël, coll. Présence du futur, 1985 ((en) Annals of Klepsis, 1983)

### Recueils de nouvelles
- Lieux secrets et vilains messieurs, Denoël, coll. Présence du futur, 1978 ((en) Does Anyone Else Has Something Further To Add?, 1974)
- Le Livre d'or de la science-fiction : Raphael Lafferty

### Nouvelles
- Snif-Snif, 1982 ((en) Snuffles, 1960)
- Chez les Terriens velus, 1983 ((en) Among the hairy earthmen, 1966)
- Neuf cents grand-mères, 1969 ((en) Nine hundred grandmothers, 1966)
- Comment refaire Charlemagne, 1972 ((en) Thus We Frustrate Charlemagne, 1967)
- Le Trou dans le coin, 1983 ((en) The Hole on the Corner, 1967)
- L'Homme qui n'avait jamais existé, 1983 ((en) The Man Who Never Was, 1967)
- La Terre des grands chevaux, 1975 ((en) Land of the Great Horses, 1967)
- Configuration du rivage septentrional, 1976 ((en) Configuration of the North Shore, 1969)
- Chrysolithe entière et parfaite, 1976 ((en) Entire and Perfect Chrysolite, 1970)
- La Fée interurbaine, 1983 ((en) Interurban Queen, 1970)
- Vieux Pied oublié, 1983 ((en) Old Foot Forgot, 1970)
- La Suite au prochain rocher, 1983 ((en) Continued on Next Rock, 1970)
- Les Iles de marbre, 1978 ((en) Nor limestone islands, 1971)Parue également dans une nouvelle traduction de Charles Canet sous le titre Ni les îles de calcaire qui volent dans le ciel en 1984
- Situation inhabituelle à Summit City, 1983 ((en) A Special Condition in Summit City, 1972)
- Le Monde comme volonté et revêtement mural, 1983 ((en) The world as will and wallpaper, 1973)
- Le Congrès des animaux, 1978 ((en) Animal fair, 1974)

## Prix
Des œuvres de R. A. Lafferty furent nommées une fois pour le prix Hugo du meilleur roman (en 1969), à trois reprises pour le prix Hugo de la meilleure nouvelle courte (en 1971, 1972 et 1973) et à trois reprises pour le prix Nebula du meilleur roman (en 1968, 1970 et 1971). 
En 1973, sa nouvelle La Mère d'Euréma (Eurema's dam) a gagné le prix Hugo de la meilleure nouvelle courte.